# 朴烈
朴烈（韓語：박열，1902年2月3日—1974年1月17日）本名朴準植（박준식），韓國無政府社會主義者、獨立運動家。1923年，朴烈圖謀襲擊裕仁皇太子被捕，并裁决犯有大逆罪，是為朴烈事件。

## 生涯
他出身大韓帝国末期慶尚北道聞慶郡的農家，在三一獨立運動後、從京城高等普通学校退學，1919年前往日本。
因對日韓合併的敵意，他參加無政府主義组織不逞社，並和一位日本無政府主義女作家金子文子同居。
關東大地震後兩天，金子文子和他被逮捕，罪名是謀刺裕仁皇太子。兩人都被判犯有大逆罪，並在1926年3月25日判處死刑。4月，昭和天皇下令對他們進行恩赦，改判為無期徒刑。消息傳來，朴烈被激怒了，宣佈拒絕天皇的減刑宣言並無視之。金子在1926年7月23日中死於監獄，據稱是自殺。
1945年日本投降后，他在10月獲釋，由无政府主义者转为反共主义者。由于他曾犯下“大逆罪”，知名度很高，在1946年组织在日朝鲜人，结成新朝鲜建设同盟，自任委员长。同年10月3日，在日朝鲜居留民团（今名“在日本大韩民国民团”）建立，朴烈当选第一任团长。后来在1949年竞选团长失败，返回大韓民國，經总统李承晚任命为国务委员。翌年韓戰爆發。朝鲜人民军占领汉城后，他被俘虏到北方。1966年，发表《共产主义与我》的评论文章，从反共改为容共。此后，担任朝鲜民主主义人民共和国的在北和平統一促進協議會副委员长。
根据日本共产主义者田中清玄的说法，晚年的朴烈被朝鲜当局怀疑是间谍，于1974年被处决。